# MSC Lirica
Az MSC Lirica a saját óceánjáró hajóosztályának vezető hajója, az MSC Cruises tulajdonában és üzemeltetésében. Ez volt az első újonnan épített hajó, amely az MSC Cruises szolgálatába lépett. 1560 utast tud elhelyezni 780 kabinban. A személyzet létszáma megközelítőleg 732 fő.
Az MSC Opera az ikertestvére az MSC Liricának. Az osztály többi nővére, az MSC Armonia és az MSC Sinfonia lényegében ugyanaz, de kisebb tölcsérrel és más módosításokkal rendelkeznek, például az íjablakok és a belső változtatások.

## Története
A Civitavecchiában végzett elvetési manőver során az MSC Liricát 2007. november 2-án erős szélben a mólónak ütközött, és megrongálódott a kikötőoldali területen. A hajót 2007. november 12. és 17. között száraz dokkban javították, és december 4-én visszatértek Fort Lauderdale-be.
Az MSC Liricát 2015 novemberében meghosszabbították a Renesszánsz Program keretein belül. 
2021. március 12-én a hajó közepe a görögországi Korfu kikötőjében történt felálláskor kigyulladt. A fedélzeten csak a személyzet tartózkodott. Az MSC Cruises információi szerint a tűz egy üres üvegszálas mentőcsónakban keletkezett, és a hajó oldalán okozott károkat, de a belsejében nem, személyi sérülés nem történt.  A tűz területe megfelelt az edény azon részének, amelyet a 2015-ös hosszabbítás során hozzáadtak, és később megjavítottak.

## Működési területek
2016 márciusától Ázsiában cirkált Kína, Japán és Korea kikötőiben.
2018 januárjában az MSC Cruises bejelentette, hogy a hajó a 2018–2019-es téli szezont az Egyesült Arab Emírségekben folytatott körutazásokon tölti.
2019 júliusában az MSC Lirica szállodaként szolgált azoknak a sportolóknak, akik részt vettek a XXX. Nyári Universiadén Nápolyban.

## Fordítás
Ez a szócikk részben vagy egészben  a   MSC Lirica című angol Wikipédia-szócikk ezen változatának fordításán alapul.  Az eredeti cikk szerkesztőit annak laptörténete sorolja fel. Ez a jelzés csupán a megfogalmazás eredetét és a szerzői jogokat jelzi, nem szolgál a cikkben szereplő információk forrásmegjelöléseként.